# Observatoř Fabra
Observatoř Fabra (katalánsky: Observatori Fabra, kód observatoře: 006) je astronomická observatoř nacházející se v Barceloně v Katalánsku ve Španělsku. Leží v nadmořské výšce 415 metrů a směřuje na jih.
Byla založena v roce 1904 a patří pod Královskou akademii věd a umění v Barceloně (katalánsky: Reial Acadèmia de Ciències i Arts de Barcelona). Její hlavní činností je studium asteroidů a komet. Je to čtvrtá nejstarší funkční observatoř na světě.
Na observatoři Josep Comas Solà objevil kometu 32P/Comas Solà.

## Teleskop
Dvojitý refraktor sestrojil Mailhat v Paříži v roce 1904. Vizuální přístroj (spodní ze dvou tubusů) má aperturu 38 cm a ohniskovou vzdálenost 6 metrů. Fotografický přístroj má aperturu rovněž 38 cm, ale kratší ohniskovou vzdálenost (4 metry).

## Galerie

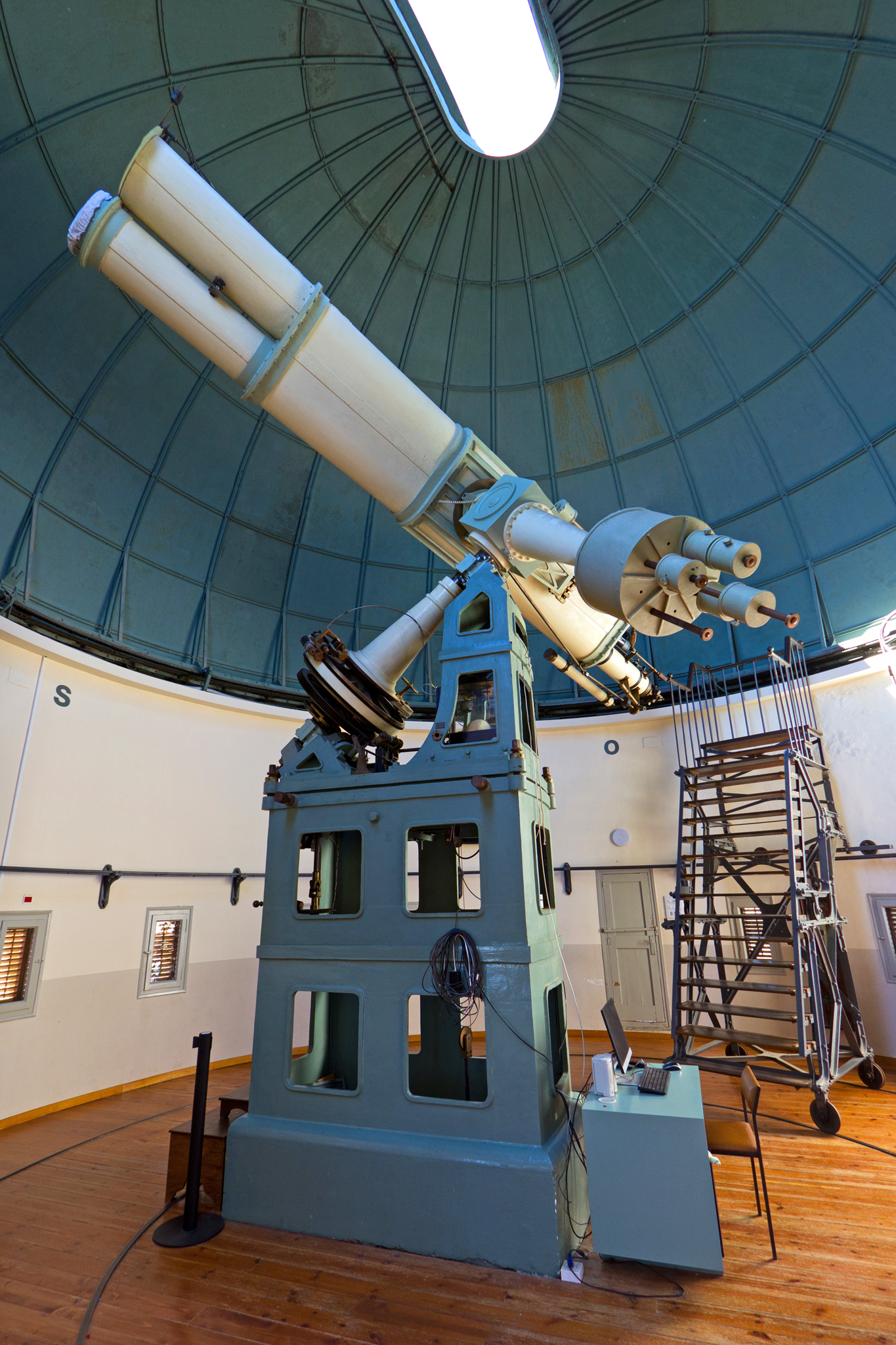
Teleskop Mailhat
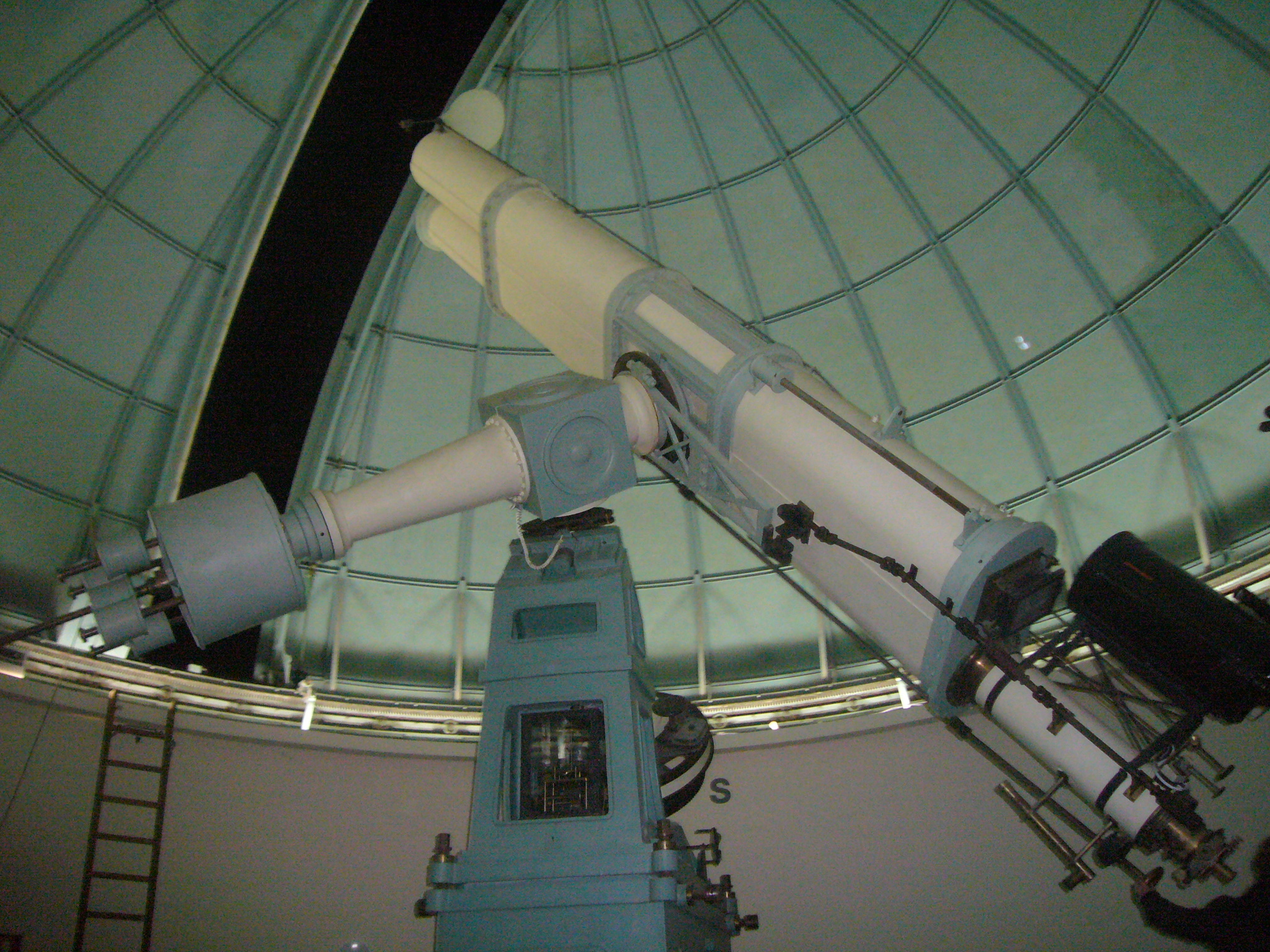
Refraktor Mailhat z roku 1904
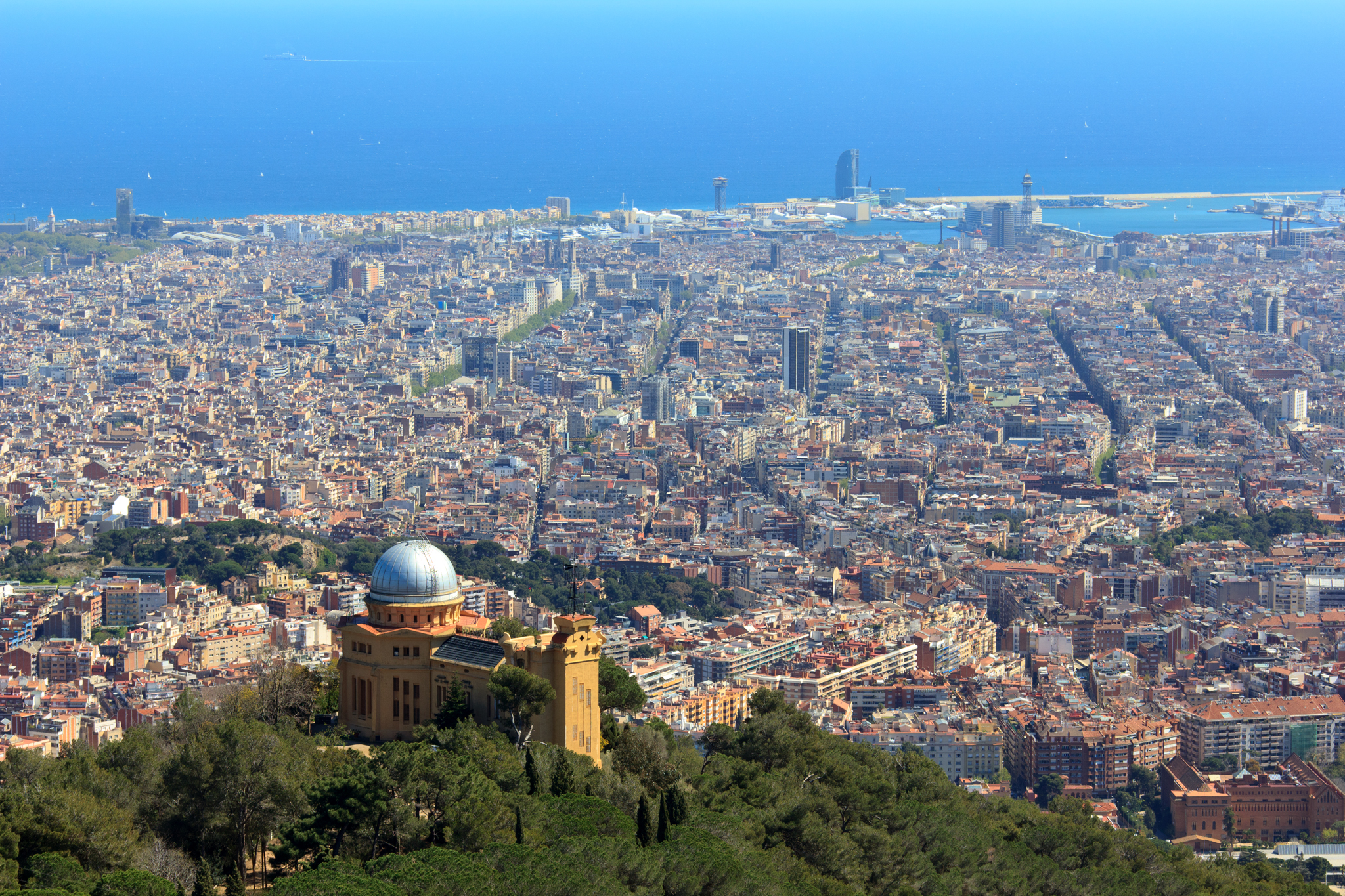
Observatoř Fabra na kopci nad metropolí